# Filipowice
Filipowice es una villa polaca atravesada por el Río Filipówka, que cuenta con una población de aproximadamente 2.061 habitantes. 
- Wikimedia Commons alberga una categoría multimedia sobre Filipowice.

- Datos: Q5448678
- Multimedia: Filipowice, powiat krakowski / Q5448678

1. ↑  Worldpostalcodes.org,código postal n.º 32-065.